# Unione Sportiva Lecce 2009-2010
Questa voce raccoglie le informazioni riguardanti l'Unione Sportiva Lecce nelle competizioni ufficiali della stagione 2009-2010.

## Stagione

### Precampionato
Dopo l'ultimo posto e la conseguente retrocessione nella stagione precedente, il Lecce incomincia la preparazione in vista dell'inizio della stagione 2009-2010, il 25º campionato di Serie B nella storia dei giallorossi. Il luogo del ritiro viene confermato Tarvisio, in provincia di Udine. Il 12 luglio 2009 si aggrega in ritiro l'ex giocatore della Lazio Stefano Fiore, libero da vincoli contrattuali.

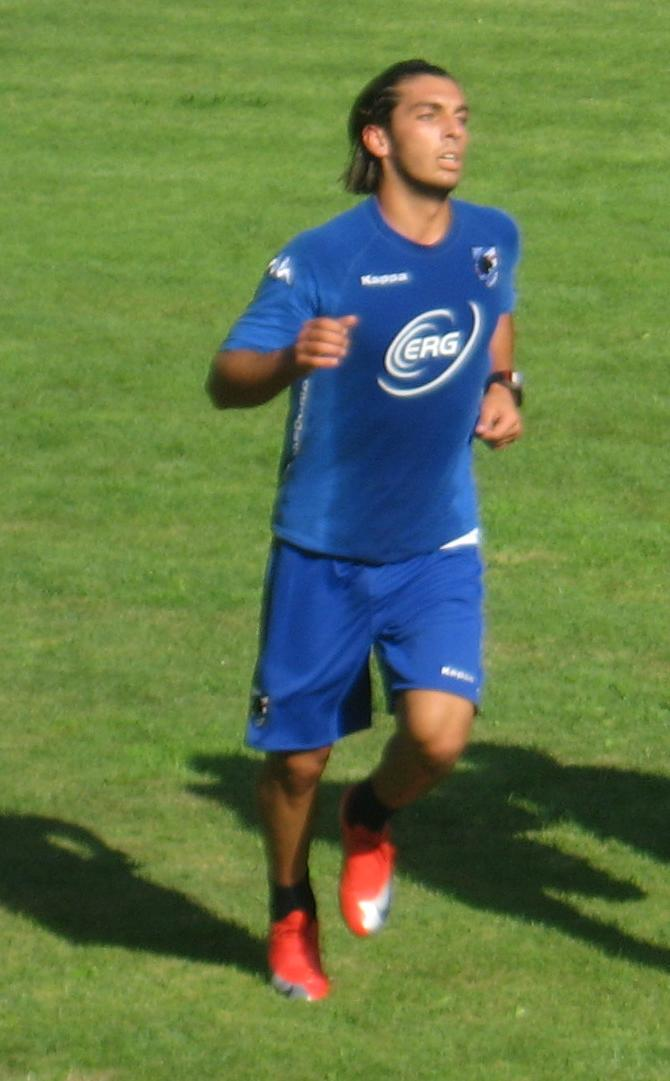
L'attaccante Guido Marilungo, arrivato in estate prestito dalla Sampdoria, sarà protagonista della promozione con 13 reti e diversi assist.

Il primo colpo di mercato è la riconferma di Luigi De Canio, nonostante alcune sue dichiarazioni rilasciate alla stampa nelle quali esprimeva la volontà di rimanere ad allenare in Serie A. Il contratto di 4 anni lo vede nelle vesti di allenatore-manager, figura inglese sconosciuta al campionato italiano. Per il nuovo campionato il Lecce decide di ringiovanire l'organico. Attorno a colonne come capitan Giacomazzi, Angelo, Fabiano, Gianni Munari e Giuseppe Vives, la dirigenza costruisce una squadra ambiziosa, pronta a ricoprire il ruolo di outsider del campionato. Ceduti attaccanti importanti come Tiribocchi (va all'Atalanta a titolo definitivo), Castillo (si accorda con la Fiorentina), Axel Konan e Cacia, il reparto offensivo è completamente rinnovato con gli ingaggi del francese Baclet (arrivato dall'Arezzo), Bergougnoux (ex nazionale francese U21), Guido Marilungo (prodotto del vivaio della Sampdoria) e Daniele Corvia (un ritorno dopo la promozione nella stagione 2007-2008). Mentre a centrocampo lasciano Lecce il capitano Zanchetta, Andrea Ardito, Luca Ariatti (tutti grandi protagonisti della promozione del 2008) e Fabio Caserta, viene confermato il mediano brasiliano Edinho, arriva dal Varese il leccese Franco Lepore e Marino Defendi (ex esterno dell'Atalanta). In porta, ceduto Francesco Benussi, torna titolare tra lo scetticismo dei tifosi Antonio Rosati che avrà come compagno di reparto il giovane portiere leccese Petrachi. Il reparto arretrato vede le partenze a stagione iniziata di Diamoutene e Polenghi, ma l'arrivo di un terzino di grande esperienza come Manuel Belleri (ex Udinese e Brescia). Sempre in difesa vengono acquistati elementi di prospettiva come Emanuele Terranova, affiancato in difesa dal terzino algerino Djamel Mesbah (la cui ottima annata sarà premiata con la convocazione in Nazionale per il campionato del mondo 2010) e dal difensore dell'Under-20 Antonio Mazzotta, i cui ingaggi contribuiscono ad abbassare l'età media della rosa salentina. Altri arrivi minori sono Digão (il fratello più piccolo di Kaká) e il ritorno dai prestiti dei giovani Ingrosso, Triarico Tateo, Vicedomini, Tundo e Agnelli.
A gennaio il Lecce, in piena lotta promozione, rinforzerà la rosa con elementi di qualità come Di Michele e Loviso (entrambi dal Torino). Arriverà anche il centrale di difesa Ferrario (che diverrà presto titolare), il giovane centrocampista della Roma, Bertolacci e il portiere Gragnaniello. Lasceranno invece il Salento Edinho (che farà ritorno in Brasile), Digão, Diarra, Vicedomini, Tateo, Agnelli e Ingrosso.

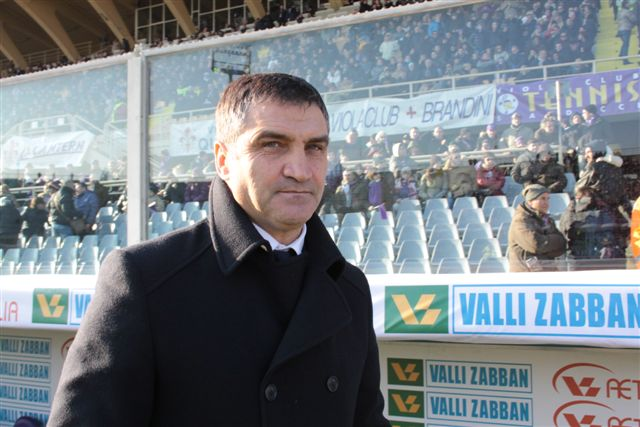
Luigi De Canio, che ha guidato i giallorossi verso la promozione, è il primo allenatore del Lecce a vincere la Coppa Ali della Vittoria.

### Coppa Italia
Per i salentini l'esordio in Coppa Italia 2010, arriva il 9 agosto contro il Vico Equense, formazione campana di Serie D. Grande protagonista della gara è l'attaccante francese Baclet, autore di 4 reti, che diventa così il terzo giocatore ad aver realizzato più gol in una partita nella storia del Lecce (dopo Otello Torri che ne fece 6 nel 1943 e Aurelio Pavesi De Marco che ne fece 5 nel 1947).
Nel secondo turno, il 16 agosto, i giallorossi incontrano la Sampdoria allo stadio Marassi di Genova. Questa volta però, i blucerchiati hanno la meglio e travolgono il Lecce 6-2 con doppiette di Pazzini e Cassano. Defendi mette a segno il 4-1 ma tre minuti dopo arriva il gol su rigore di Palombo. All'81 Vives realizza la seconda rete per il Lecce prima del gol conclusivo di Padalino che fissa il risultato sul 6-2 finale. A fine torneo comunque, Baclet risulterà essere uno dei capocannonieri del torneo insieme a Mutu e Arma con 4 reti.

### Serie B
La partenza in campionato non è delle migliori: dopo la netta vittoria interna contro l'Ancona (3-0) arrivano le sconfitte a Piacenza e in casa contro il Frosinone, seguite da due pareggi a reti bianche. La vittoria per 4-1 al sesto turno sul campo della Triestina segna una svolta. Nelle successive sei giornate, infatti, il Lecce ottiene cinque vittorie, di cui quattro consecutive (tra cui quella storica contro il Gallipoli nel primo derby salentino in serie cadetta), e una sola sconfitta. Al tredicesimo turno i giallorossi raccolgono un punto in trasferta contro il Torino e, dopo aver vinto in casa contro il Padova e perso a Brescia, conquistano due vittorie di fila contro Grosseto, in casa, e AlbinoLeffe in trasferta. 

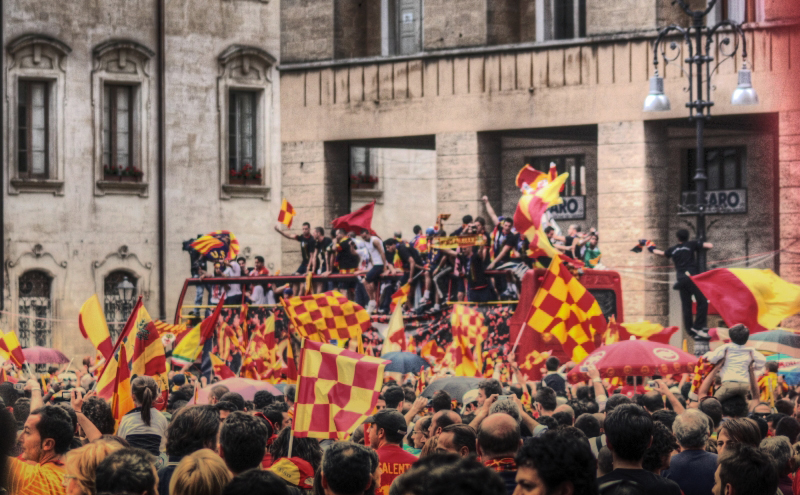
Il pullman del Lecce festeggia la promozione arrivata il 30 maggio 2010.

 A quel punto il Lecce è da solo in testa alla in classifica con 33 punti (frutto di 10 vittorie, 3 pareggi e 4 sconfitte) e ci resterà per altri cinque mesi. Il 3-1 patito a Cesena prima della sosta natalizia non compromette il successivo rendimento della squadra. La sconfitta contro i romagnoli, infatti, resterà l'unica di lì a tre mesi. La squadra torna a vincere già contro il Vicenza, prima di pareggiare sul campo del Sassuolo, diretta concorrente per la promozione.
Il girone di ritorno si apre con la sfida al vertice tra i giallorossi e l'Ancona, che si conclude con un pareggio (1-1) che arride ai salentini. Nel mercato di gennaio la società compie un ulteriore sforzo, prelevando dal Torino David Di Michele e Massimo Loviso. Il primo, in particolare, riesce a ritagliarsi un ruolo importante nell'undici titolare, contribuendo alla cavalcata verso la Serie A. Al pareggio di Ancona, infatti, seguono due vittorie contro Piacenza e Frosinone, che consentono alla squadra di De Canio di consolidare la propria posizione in vetta alla graduatoria. Malgrado un rallentamento tra metà febbraio e metà marzo (4 punti in 5 partite), il vantaggio sulle inseguitrici è mantenuto. Al successivo ritorno alla vittoria al Granillo contro la Reggina alla 30ª giornata, fanno seguito i sei punti guadagnati contro Salernitana e Gallipoli, il pareggio di Empoli e la vittoria interna (2-1) nel confronto diretto contro il Torino alla 34ª giornata, che permette ai giallorossi di acquisire un ampio margine sulla seconda in classifica. Il Lecce prosegue nella sua corsa verso la massima serie pareggiando a Padova e in casa contro il Brescia, la rivale più accreditata, prima di ottenere tre vittorie consecutive contro Grosseto, Albinoleffe e Ascoli. La successiva sconfitta interna contro il Cesena (1-2) nella prima gara che può valere la promozione aritmetica (era sufficiente un pari) assottiglia il margine della capolista sulle rivali, ma il pareggio a reti bianche a Vicenza consente ai giallorossi di consolidare il primo posto, prima della festa al Via del Mare all'ultima giornata, quando il Lecce, sospinto da oltre 25.000 tifosi, raggiunge la promozione pareggiando 0-0 contro il Sassuolo. Per la prima volta nella sua storia il club salentino vince il campionato di Serie B e il 30 maggio 2010 alza al cielo la Coppa Ali della Vittoria.

## Divise e sponsor
Lo sponsor tecnico per la stagione 2009-2010 è Asics, mentre al centro sul petto non compare alcuno sponsor; non viene rinnovato il contratto con lo sponsor della stagione precedente, Salento d'Amare. Viene riconfermato invece Lachifarma, sul petto in alto a destra.
Come sponsor ufficiale dalla 23ª alla 26ª giornata (dal match contro il Piacenza del 25 gennaio), troviamo per la prima volta sulle divise di gioco la dicitura: "HAITI - SMS 48541", con il numero per gli aiuti dopo il terremoto del 2010. Dalla 38ª giornata fino all'ultima (dal match contro l'AlbinoLeffe del 1º maggio), lo sponsor principale diventa Better, già Partner Nazionale nella stagione in corso.
La prima maglia è ovviamente a strisce gialle e rosse, più larghe rispetto agli ultimi campionati con il colletto in rosso con dei bordini neri così come sulle maniche. Seconda maglia sempre a strisce verticali, ma bianche e grigie (quasi invisibili) con inserti giallorossi sulle maniche. Torna invece la maglia nera come terza divisa, così come nella stagione 1999-2000. A renderla più accattivante tre "graffi" gialli e rossi sotto il colletto.
| 1° Maglia | 2° Maglia | 3° Maglia |

## Società
Area direttiva
- Presidente: Giovanni Semeraro
- Vice Presidente: Mario Moroni
- Amministratore delegato: Claudio Fenucci
- Amministratori: Alessandro Tondi, Mina Tornese

Area organizzativa
- Segretario generale: Adolfo Starace
- Segretario tecnico sportivo: Giuseppe Mercadante
- Team manager: Mario Zanotti

Area comunicazione
- Addetto stampa: Andrea Ferrante

Area marketing
- Direttore commerciale e marketing: Andrea Micati

Area tecnica
- Allenatore: Luigi De Canio
- Allenatore in seconda: Paolo Pavese
- Collaboratore tecnico: Filippo Orlando
- Preparatori atletici: Antonio Bovenzi e Giovanni De Luca
- Preparatore dei portieri: Graziano Vinti

Area sanitaria
- Responsabile sanitario: dott. Giuseppe Palaia
- Medici sociali: dott. Carlo Pranzo Zaccaria
- Fisioterapista: Paolo Barbero
- Massaggiatori: Alessandro Donato, Graziano Fiorita, Luca Laudisa

## Rosa
Rosa e ruoli sono aggiornati al 1º febbraio 2010.
| N. |                    | Ruolo | Calciatore                      |
| -- | ------------------ | ----- | ------------------------------- |
| 2  | Italia (bandiera)  | D     | Gianmarco Ingrosso              |
| 3  | Italia (bandiera)  | D     | Tiziano Polenghi                |
| 3  | Italia (bandiera)  | D     | Manuel Belleri                  |
| 4  | Brasile (bandiera) | C     | Edinho                          |
| 5  | Italia (bandiera)  | A     | David Di Michele                |
| 5  | Mali (bandiera)    | D     | Souleymane Diamoutene           |
| 5  | Italia (bandiera)  | D     | Digão                           |
| 6  | Brasile (bandiera) | D     | Angelo                          |
| 7  | Francia (bandiera) | A     | Bryan Bergougnoux               |
| 8  | Italia (bandiera)  | C     | Gianni Munari                   |
| 9  | Italia (bandiera)  | A     | Daniele Corvia                  |
| 10 | Italia (bandiera)  | C     | Andrea Bertolacci               |
| 11 | Algeria (bandiera) | C     | Djamel Mesbah                   |
| 13 | Italia (bandiera)  | D     | Stefano Ferrario                |
| 14 | Brasile (bandiera) | D     | Fabiano                         |
| 15 | Italia (bandiera)  | D     | Antonio Tundo                   |
| 16 | Francia (bandiera) | A     | Alain Pierre Baclet             |
| 18 | Uruguay (bandiera) | C     | Guillermo Giacomazzi (capitano) |
| 17 | Italia (bandiera)  | C     | Franco Lepore                   |

| N. |                    | Ruolo | Calciatore                |
| -- | ------------------ | ----- | ------------------------- |
| 19 | Italia (bandiera)  | D     | Antonio Mazzotta          |
| 20 | Italia (bandiera)  | C     | Giuseppe Vives            |
| 21 | Italia (bandiera)  | D     | Emanuele Terranova        |
| 22 | Italia (bandiera)  | P     | Antonio Rosati            |
| 23 | Italia (bandiera)  | D     | Raffaele Schiavi          |
| 24 | Italia (bandiera)  | C     | Drissa Diarra             |
| 25 | Italia (bandiera)  | P     | Davide Petrachi           |
| 27 | Italia (bandiera)  | C     | Cristian Agnelli          |
| 28 | Italia (bandiera)  | C     | Carlo Vicedomini          |
| 30 | Italia (bandiera)  | A     | Vittorio Triarico Tateo   |
| 32 | Italia (bandiera)  | C     | Massimo Loviso            |
| 34 | Italia (bandiera)  | C     | Marino Defendi            |
| 40 | Italia (bandiera)  | D     | Alberto Giuliatto         |
| 81 | Italia (bandiera)  | P     | Raffaele Gragnaniello     |
| 89 | Italia (bandiera)  | A     | Guido Marilungo           |
| 91 | Brasile (bandiera) | P     | Jefferson Leonardo Trazzi |
| 99 | Italia (bandiera)  | P     | Matteo Bibba              |
| 99 | Italia (bandiera)  | P     | Francesco Benussi         |

## Calciomercato

### Sessione estiva(dal 1/7 al 1/9)
| Acquisti | Acquisti                  | Acquisti    | Acquisti                         |
| R.       | Nome                      | da          | Modalità                         |
| -------- | ------------------------- | ----------- | -------------------------------- |
| P        | Ugo Gabrieli              | Poggibonsi  | fine prestito                    |
| P        | Jefferson Leonardo Trazzi | Treviso     | definitivo                       |
| D        | Antonio Crescente         | Barletta    | definitivo                       |
| D        | Souleymane Diamoutene     | Roma        | fine prestito                    |
| D        | Antonio Di Silvestro      | Monza       | riscatto compartecipazione       |
| D        | Antonio Mazzotta          | Palermo     | prestito                         |
| D        | Fabio Antonio Romeo       | Varese      | riscatto compartecipazione       |
| C        | Cristian Antonio Agnelli  | Sorrento    | fine prestito                    |
| C        | Mattia Conte              | Venezia     | fine prestito                    |
| C        | Drissa Diarra             | Bellinzona  | fine prestito                    |
| C        | Frank Feltscher           | Bellinzona  | fine prestito                    |
| C        | Francesco Giorgetti       | Mezzocorona | fine prestito                    |
| C        | Matteo Legittimo          | Paganese    | fine prestito                    |
| C        | Stefano Mandorino         | Celano      | fine prestito                    |
| C        | Djamel Mesbah             | Lucerna     | definitivo                       |
| C        | Gianni Munari             | Palermo     | rinnovo comproprietà             |
| C        | Roberto De Souza Ribeiro  | Treviso     | definitivo                       |
| C        | Carlo Vicedomini          | Juve Stabia | riscatto compartecipazione       |
| A        | Giuseppe Caccavallo       | Celano      | fine prestito                    |
| A        | Vittorio Triarico Tateo   | Crotone     | fine prestito                    |
| A        | Blažej Vaščák             | Teplice     | fine prestito                    |
| A        | Franco Lepore             | Varese      | prestito con diritto di riscatto |
| A        | Giuseppe Cozzolino        | Cremonese   | riscatto compartecipazione       |
| A        | Daniele Cacia             | Piacenza    | rinnovo comproprietà             |
| A        | Alain Baclet              | Arezzo      | acquisto comproprietà            |
| A        | Bryan Bergougnoux         | Tolosa      | definitivo                       |
| D        | Emanuele Terranova        | Palermo     | prestito                         |
| A        | Guido Marilungo           | Sampdoria   | prestito                         |
| A        | Daniele Corvia            | Siena       | definitivo                       |
| D        | Manuel Belleri            |             | definitivo                       |
| D        | Digão                     | Milan       | prestito                         |

| Cessioni | Cessioni                    | Cessioni       | Cessioni                      |
| R.       | Nome                        | a              | Modalità                      |
| -------- | --------------------------- | -------------- | ----------------------------- |
| P        | Francesco Benussi           | Livorno        | prestito                      |
| P        | Ugo Gabrieli                | Cosenza        | prestito                      |
| D        | Vitorino Antunes            | Roma           | fine prestito                 |
| D        | Alex Benvenga               | Varese         | compartecipazione             |
| D        | Stefano Blaiotta            | Ascoli         | definitivo                    |
| D        | Antonio Bocchetti           | Padova         | fine prestito                 |
| D        | Mattia Conte                | Gubbio         | prestito                      |
| D        | Andrea Esposito             | Genoa          | compartecipazione             |
| D        | Fabio Franceschini          | Giacomense     | prestito                      |
| D        | Hemza Mihoubi               | Bellinzona     | definitivo                    |
| D        | Dīmītrios Papadopoulos      |                | svincolato                    |
| D        | Fabio Antonio Romeo         | Barletta       | prestito                      |
| D        | Guglielmo Stendardo         | Lazio          | fine prestito                 |
| D        | Antonello Tabacco           | Pescara        | fine prestito                 |
| C        | Andrea Ardito               |                | svincolato                    |
| C        | Luca Ariatti                | Chievo         | definitivo                    |
| C        | Dušan Basta                 | Udinese        | fine prestito                 |
| C        | Fabio Caserta               | Atalanta       | definitivo                    |
| C        | Antonio Di Silvestro        | Siracusa       | prestito                      |
| C        | Frank Feltscher             | Bellinzona     | definitivo                    |
| C        | Gianluca Frontino           | Grasshoppers   | fine prestito                 |
| C        | Jorge Miguel Ortega Salinas | Tacuary        | fine prestito                 |
| C        | Francesco Giorgetti         | Fidelis Andria | prestito                      |
| C        | Davide Giorgino             | Taranto        | risoluzione compartecipazione |
| C        | Matteo Legittimo            | Barletta       | prestito                      |
| C        | Blažej Vaščák               |                | risoluzione contratto         |
| C        | Andrea Zanchetta            | Cremonese      | definitivo                    |
| A        | Giuseppe Caccavallo         | Cosenza        | prestito                      |
| A        | José Ignacio Castillo       | Fiorentina     | definitivo                    |
| A        | Giuseppe Cozzolino          | Como           |                               |
| A        | Victor Irineu De Souza      | Pescara        | fine prestito                 |
| A        | Axel Konan                  |                | svincolato                    |
| A        | Italo Mattioli              | Foggia         | risoluzione compartecipazione |
| A        | Papa Waigo                  | Fiorentina     | fine prestito                 |
| A        | Simone Tiribocchi           | Atalanta       | definitivo                    |
| A        | Alessandro Tulli            | Piacenza       | rinnovo compartecipazione     |
| A        | Daniele Cacia               | Reggina        | prestito                      |
| D        | Souleymane Diamoutene       | Bari           | prestito                      |
| D        | Tiziano Polenghi            | Sassuolo       | definitivo                    |
| C        | Mattia Conte                | Sacilese       | prestito                      |
| A        | Antonio Elia                | Varese         | comproprietà                  |
| C        | Alessandro Scialpi          | Genoa          | comproprietà                  |

### Sessione invernaledall'1/1 al 1/2
| Acquisti | Acquisti              | Acquisti | Acquisti               |
| R.       | Nome                  | da       | Modalità               |
| -------- | --------------------- | -------- | ---------------------- |
| C        | Andrea Bertolacci     | Roma     | prestito               |
| C        | Alessandro Scialpi    | Genoa    | fine prestito          |
| P        | Raffaele Gragnaniello | Potenza  | prestito               |
| C        | Stefano Ferrario      | Ravenna  | definitivo             |
| C        | Alessandro Scialpi    | Genoa    | fine prestito          |
| A        | Giuseppe Caccavallo   | Cosenza  | fine compartecipazione |
| A        | David Di Michele      | Torino   | prestito               |
| C        | Massimo Loviso        | Torino   | prestito               |

| Cessioni | Cessioni                 | Cessioni       | Cessioni      |
| R.       | Nome                     | a              | Modalità      |
| -------- | ------------------------ | -------------- | ------------- |
| A        | Vittorio Triarico Tateo  | Taranto        | prestito      |
| D        | Gianmarco Ingrosso       | Paganese       | prestito      |
| C        | Cristian Antonio Agnelli | Foggia         | svincolato    |
| C        | Edimo Ferreira Campos    | Palmeiras      | definitivo    |
| C        | Giuseppe Caccavallo      | Pescina VG     | prestito      |
| D        | Digão                    | Milan          | fine prestito |
| C        | Carlo Vicedomini         | Paganese       | prestito      |
| D        | André Mollestam          | Brommapojkarna |               |
| C        | Drissa Diarra            | Bellinzona     | definitivo    |

## Risultati

### Serie B

#### Girone di andata
| Arbitro: | Candussio (Cervignano del Friuli) |

|                            |           |  |
| Baclet 14’, 40’ Lepore 82’ | Marcatori |  |

| Arbitro: | Romeo (Verona) |

|                               |           |                                   |
| T. Bianchi 35’, 61’ Tulli 50’ | Marcatori | 72’ Defendi 75’ (rig.) Giacomazzi |

| Arbitro: | Pierpaoli (Firenze) |

|           |           |                                |
| Baclet 2’ | Marcatori | 16’, 34’ Calil 28’ Troianiello |

| Modena 11 settembre 2009, ore 20:30 CEST 4ª giornata | Modena        | 0 – 0 referto | Lecce | Stadio Alberto Braglia (6.000 spett.)\| Arbitro: \| Valeri (Roma) \| |
| Arbitro:                                             | Valeri (Roma) |               |       |                                                                      |

| Lecce 19 settembre 2009, ore 15:30 CEST 5ª giornata | Lecce           | 0 – 0 referto | Crotone | Stadio Via del Mare (4.133 spett.)\| Arbitro: \| Peruzzo (Schio) \| |
| Arbitro:                                            | Peruzzo (Schio) |               |         |                                                                     |

| Arbitro: | Gervasoni (Mantova) |

|                   |           |                                                  |
| Godeas 84’ (rig.) | Marcatori | 3’ Defendi 37’ Giacomazzi 74’ Fabiano 88’ Corvia |

| Arbitro: | Doveri (Roma) |

|                                 |           |                   |
| Marilungo 81’ Corvia 88’ (rig.) | Marcatori | 66’ (rig.) Caridi |

| Arbitro: | Ciampi (Roma) |

|                                                  |           |  |
| D. Oliveira 23’ Fabiano 63’ (aut.) Pettinari 90’ | Marcatori |  |

| Arbitro: | Pinzani (Empoli) |

|                               |           |                                 |
| Marilungo 45’ Baclet 82’, 90’ | Marcatori | 25’ (rig.) Bonazzoli 73’ Pagano |

| Arbitro: | Valeri (Roma) |

|            |           |  |
| Corvia 22’ | Marcatori |  |

| Arbitro: | Brighi (Cesena) |

|  |           |                               |
|  | Marcatori | 47’ Corvia 82’, 88’ Marilungo |

| Arbitro: | Calvarese (Teramo) |

|          |           |  |
| Vives 6’ | Marcatori |  |

| Arbitro: | Rizzoli (Bologna) |

|                            |           |                             |
| R. Bianchi 65’, 90’ (rig.) | Marcatori | 38’ Corvia 90+3’ Giacomazzi |

| Arbitro: | Tagliavento (Terni) |

|                             |           |           |
| Corvia 70’ (rig.) Vives 84’ | Marcatori | 62’ Jiday |

| Arbitro: | Trefoloni (Siena) |

|             |           |  |
| Rispoli 33’ | Marcatori |  |

| Arbitro: | Peruzzo (Schio) |

|                                       |           |                 |
| Fabiano 45’ Angelo 46’ Giacomazzi 74’ | Marcatori | 2’, 34’ Pinilla |

| Arbitro: | C. Russo (Nola) |

|            |           |                               |
| Perico 53’ | Marcatori | 30’, 70’ Corvia 44’ Giuliatto |

| Lecce 12 dicembre 2009, ore 15:30 CEST 18ª giornata | Lecce               | 0 – 0 referto | Ascoli | Stadio Via del Mare\| Arbitro: \| Gervasoni (Mantova) \| |
| Arbitro:                                            | Gervasoni (Mantova) |               |        |                                                          |

| Arbitro: | De Marco (Chiavari) |

|                                            |           |            |
| Do Prado 45+3’ (rig.), 47’ Giaccherini 59’ | Marcatori | 79’ Corvia |

| Arbitro: | Valeri (Roma) |

|           |           |  |
| Munari 2’ | Marcatori |  |

| Arbitro: | Tagliavento (Terni) |

|             |           |            |
| Noselli 75’ | Marcatori | 70’ Mesbah |

#### Girone di ritorno
| Arbitro: | Bergonzi (Genova) |

|                |           |            |
| Miramontes 73’ | Marcatori | 60’ Mesbah |

| Arbitro: | Tozzi (Ostia Lido) |

|           |           |  |
| Mesbah 8’ | Marcatori |  |

| Arbitro: | Morganti (Ascoli Piceno) |

|  |           |                                              |
|  | Marcatori | 13’ Munari 50’, 59’ Marilungo 75’ Di Michele |

| Lecce 13 febbraio 2010, ore 16:15 CEST 25ª giornata | Lecce            | 0 – 0 referto | Modena | Stadio Via del Mare\| Arbitro: \| Rocchi (Firenze) \| |
| Arbitro:                                            | Rocchi (Firenze) |               |        |                                                       |

| Arbitro: | Pierpaoli (Firenze) |

|               |           |               |
| Mendicino 39’ | Marcatori | 22’ Marilungo |

| Arbitro: | Guida (Torre Annunziata) |

|            |           |              |
| Baclet 80’ | Marcatori | 60’ Pasquato |

| Arbitro: | Bergonzi (Genova) |

|                            |           |                 |
| Salviato 22’ Pellicori 53’ | Marcatori | 36’, 83’ Munari |

| Arbitro: | Doveri (Roma) |

|                   |           |                                                 |
| Corvia 70’ (rig.) | Marcatori | 9’, 48’ Ardemagni 19’, 34’ Bellazzini 22’ Iunco |

| Arbitro: | Saccani (Mantova) |

|                       |           |                                      |
| Barillà 22’ Cacia 90’ | Marcatori | 62’, 77’, 90+1’ Marilungo 67’ Angelo |

| Arbitro: | Giancola (Vasto) |

|           |           |                           |
| Cozza 12’ | Marcatori | 10’ Munari 48’ Di Michele |

| Arbitro: | Damato (Barletta) |

|            |           |  |
| Corvia 85’ | Marcatori |  |

| Arbitro: | Peruzzo (Schio) |

|                      |           |                      |
| Éder 35’, 86’ (rig.) | Marcatori | 8’ Angelo 19’ Corvia |

| Arbitro: | Morganti (Ascoli Piceno) |

|                                  |           |                  |
| Di Michele 11’ Corvia 37’ (rig.) | Marcatori | 45+2’ R. Bianchi |

| Arbitro: | Banti (Livorno) |

|          |           |               |
| Cuffa 5’ | Marcatori | 67’ Marilungo |

| Arbitro: | C. Russo (Nola) |

|                        |           |                           |
| Marilungo 2’ Corvia 8’ | Marcatori | 31’ Taddei 42’ Possanzini |

| Arbitro: | Rizzoli (Bologna) |

|  |           |                                        |
|  | Marcatori | 39’ Giacomazzi 45+1’ Angelo 71’ Corvia |

| Arbitro: | Baracani (Firenze) |

|                          |           |                |
| Marilungo 45’ Corvia 58’ | Marcatori | 20’ Bombardini |

| Arbitro: | Valeri (Roma) |

|              |           |                          |
| Bernacci 77’ | Marcatori | 66’ Corvia 90+2’ Defendi |

| Arbitro: | Bergonzi (Genova) |

|           |           |                  |
| Munari 7’ | Marcatori | 80’, 83’ Malonga |

| Vicenza 23 maggio 2010, ore 15:00 CEST 41ª giornata | Vicenza          | 0 – 0 referto | Lecce | Stadio Romeo Menti\| Arbitro: \| Rosetti (Torino) \| |
| Arbitro:                                            | Rosetti (Torino) |               |       |                                                      |

| Lecce 30 maggio 2010, ore 15:00 CEST 42ª giornata | Lecce            | 0 – 0 referto | Sassuolo | Stadio Via del Mare\| Arbitro: \| Rocchi (Firenze) \| |
| Arbitro:                                          | Rocchi (Firenze) |               |          |                                                       |

### Coppa Italia
| Arbitro: | Tozzi (Ostia Lido) |

|                          |           |  |
| Baclet 3’, 13’, 43’, 61’ | Marcatori |  |

| Arbitro: | Rosetti (Torino) |

|                                                           |           |                       |
| Pazzini 8’, 88’ Cassano 32’, 60’ Palombo 74’ Padalino 90’ | Marcatori | 71’ Defendi 81’ Vives |

## Statistiche
Statistiche aggiornate al 30 maggio 2010

### Statistiche di squadra
| Competizione | Punti | In casa | In casa | In casa | In casa | In casa | In casa | In trasferta | In trasferta | In trasferta | In trasferta | In trasferta | In trasferta | Totale | Totale | Totale | Totale | Totale | Totale | DR  |
| Competizione | Punti | G       | V       | N       | P       | Gf      | Gs      | G            | V            | N            | P            | Gf           | Gs           | G      | V      | N      | P      | Gf     | Gs     | DR  |
| ------------ | ----- | ------- | ------- | ------- | ------- | ------- | ------- | ------------ | ------------ | ------------ | ------------ | ------------ | ------------ | ------ | ------ | ------ | ------ | ------ | ------ | --- |
| Serie B      | 75    | 20      | 15      | 7       | 2       | 37      | 20      | 19           | 8            | 5            | 6            | 23           | 19           | 38     | 20     | 10     | 8      | 60     | 39     | +21 |
| Coppa Italia | -     | 2       | 1       | 0       | 1       | 2       | 2       | 0            | 0            | 0            | 0            | 0            | 0            | 2      | 1      | 0      | 1      | 2      | 2      | 0   |
| Totale       | -     | 25      | 13      | 7       | 5       | 43      | 28      | 23           | 10           | 6            | 7            | 29           | 27           | 48     | 23     | 13     | 12     | 72     | 55     | +17 |

### Statistiche dei giocatori
| Giocatore         | Serie B  | Serie B | Serie B     | Serie B    | Coppa Italia | Coppa Italia | Coppa Italia | Coppa Italia | Totale   | Totale | Totale      | Totale     |
| Giocatore         | Presenze | Reti    | Ammonizioni | Espulsioni | Presenze     | Reti         | Ammonizioni  | Espulsioni   | Presenze | Reti   | Ammonizioni | Espulsioni |
| ----------------- | -------- | ------- | ----------- | ---------- | ------------ | ------------ | ------------ | ------------ | -------- | ------ | ----------- | ---------- |
| C. A. Agnelli     | 0        | 0       | 0           | 0          | 0            | 0            | 0            | 0            | 0        | 0      | 0           | 0          |
| Ângelo            | 39       | 4       | 10          | 0          | 2            | 0            | 0            | 1            | 41       | 4      | 10          | 1          |
| P. A. Baclet      | 30       | 6       | 4           | 0          | 2            | 4            | 0            | 0            | 32       | 10     | 4           | 0          |
| M. Belleri        | 19       | 0       | 2           | 0          | 0            | 0            | 0            | 0            | 19       | 0      | 2           | 0          |
| F. Benussi        | 0        | 0       | 0           | 0          | 0            | 0            | 0            | 0            | 0        | 0      | 0           | 0          |
| B. Bergougnoux    | 11       | 0       | 0           | 0          | 0            | 0            | 0            | 0            | 11       | 0      | 0           | 0          |
| D. Cacia          | 0        | 0       | 0           | 0          | 0            | 0            | 0            | 0            | 0        | 0      | 0           | 0          |
| D. Corvia         | 35       | 17      | 7           | 1          | 0            | 0            | 0            | 0            | 35       | 17     | 7           | 1          |
| M. Defendi        | 26       | 3       | 2           | 1          | 2            | 1            | 1            | 0            | 28       | 4      | 3           | 1          |
| S. Diamoutene     | 0        | 0       | 0           | 0          | 1            | 0            | 1            | 0            | 1        | 0      | 1           | 0          |
| D. Diarra         | 1        | 0       | 0           | 0          | 1            | 0            | 0            | 0            | 2        | 0      | 0           | 0          |
| Digao             | 2        | 0       | 1           | 0          | 0            | 0            | 0            | 0            | 2        | 0      | 1           | 0          |
| Edinho            | 17       | 0       | 0           | 0          | 2            | 0            | 0            | 0            | 19       | 0      | 0           | 0          |
| Fabiano           | 38       | 2       | 9           | 0          | 2            | 0            | 1            | 0            | 40       | 2      | 10          | 0          |
| G. Giacomazzi     | 40       | 5       | 8           | 0          | 2            | 0            | 1            | 0            | 42       | 5      | 9           | 0          |
| A. Giuliatto      | 12       | 1       | 2           | 0          | 0            | 0            | 0            | 0            | 12       | 1      | 2           | 0          |
| G. Ingrosso       | 2        | 0       | 1           | 0          | 1            | 0            | 0            | 0            | 3        | 0      | 1           | 0          |
| F. Lepore         | 11       | 1       | 1           | 0          | 2            | 0            | 0            | 0            | 13       | 1      | 1           | 0          |
| G. Marilungo      | 35       | 13      | 3           | 0          | 0            | 0            | 0            | 0            | 35       | 13     | 3           | 0          |
| A. Mazzotta       | 20       | 0       | 1           | 0          | 1            | 0            | 1            | 0            | 21       | 0      | 2           | 0          |
| D. Mesbah         | 36       | 3       | 5           | 0          | 2            | 0            | 0            | 0            | 38       | 3      | 5           | 0          |
| G. Munari         | 26       | 6       | 3           | 0          | 0            | 0            | 0            | 0            | 26       | 6      | 3           | 0          |
| D. Petrachi       | 1        | -1      | 0           | 0          | 0            | 0            | 0            | 0            | 1        | -1     | 0           | 0          |
| T. Polenghi       | 2        | 0       | 1           | 0          | 0            | 0            | 0            | 0            | 2        | 0      | 1           | 0          |
| D. E. Raschle     | 0        | 0       | 0           | 0          | 0            | 0            | 0            | 0            | 0        | 0      | 0           | 0          |
| A. Rosati         | 41       | -46     | 2           | 0          | 2            | -6           | 0            | 0            | 43       | -52    | 2           | 0          |
| R. Schiavi        | 26       | 0       | 5           | 1          | 2            | 0            | 1            | 0            | 28       | 0      | 6           | 1          |
| V. Triarico Tateo | 0        | 0       | 0           | 0          | 1            | 0            | 0            | 0            | 1        | 0      | 0           | 0          |
| E. Terranova      | 27       | 0       | 2           | 0          | 0            | 0            | 0            | 0            | 27       | 0      | 2           | 0          |
| J. L. Trazzi      | 0        | 0       | 0           | 0          | 0            | 0            | 0            | 0            | 0        | 0      | 0           | 0          |
| A. Tundo          | 0        | 0       | 0           | 0          | 1            | 0            | 0            | 0            | 1        | 0      | 0           | 0          |
| C. Vicedomini     | 0        | 0       | 0           | 0          | 0            | 0            | 0            | 0            | 0        | 0      | 0           | 0          |
| G. Vives          | 38       | 2       | 14          | 1          | 2            | 1            | 1            | 0            | 40       | 3      | 15          | 1          |

## Giovanili

### Organigramma societario
- Allenatore Primavera: Vincenzo Mazzeo
- Allenatore Allievi Nazionali: Primo Maragliulo
- Allenatore Allievi Regionali: Luca Renna
- Allenatore Giovanissimi Nazionali: Claudio Luperto
- Allenatore Giovanissimi Regionali: Carmine Bray
- Allenatore Giovanissimi Provinciali: Alessandro Morello
- Allenatore Esordienti: Enrico Diamante
- Allenatore Pulcini: Franco Corrado
- Preparatori dei portieri: Roberto Vergallo, Maurizio Rizzo
- Responsabile preparazione atletica: Mirko Spedicato